# Fuente del Salto del Agua
La fuente del Salto del Agua es un importante monumento histórico localizado en el centro de la Ciudad de México, en el barrio del Salto del Agua.

## Historia
Las fuentes de la Ciudad de México eran sitios públicos donde confluían cientos de personas cotidianamente a abastacerse de agua, pero también a beberla, a dar de beber a los animales de granja y a lavar la ropa. Tales sitios no estaban exentos de conflictos, riñas y de la instalación de puestos de comercio ambulante. La fuente "de cal y canto" ya es mencionada como salto del agua por Agustín de Vetancurt en 1698. En 1779 como parte de las obras mayores de urbanización de la ciudad, el entonces virrey Antonio de Bucareli y Ursúa ordenó edificar en el término del acueducto de Chapultepec una fuente, la cual fue obra de Ignacio Castera. El arquitecto la construyó y fue entregada el 20 de marzo de 1779. Queda un registro de que pudo más bien haber sido el arquitecto Francisco Antonio de Guerrero y Torres.
También en ese sitio tomaban materia prima los aguadores que la tomaban y la vendían por reparto a quien la necesitara. A principios del siglo XIX la fuente del Salto del agua era una de las 40 públicas de la ciudad, en donde se abastecían del líquido todas las personas que no tenían mercedes de agua, es decir, tomas directas a su hogar, las cuales eran pagadas por las clases altas de la capital y por los sitios religiosos. 
Según Alexander von Humboldt el agua que se vertía en esta fuente era de color azulado "no es muy pura y solo se vende en los arrabales", y atribuía ello al alto índice de carbonato de cal. Los arcos fueron demolidos progresivamente a lo largo del siglo XIX y XX. En fotografías decimonónicas todavía se observan completos en toda la avenida, pero para bien entrado el siglo XX han desaparecido. 
La fuente permaneció en su lugar hasta 1945, fecha en que fue removida y en su lugar se colocó una réplica hecha por Gustavo Ruiz basada en el diseño de Castera, la cual al momento de su retiro estaba deteriorada. La misma fue llevada a los jardines del Museo Nacional del Virreinato en Tepotzotlán, donde permanece muy deteriorada.

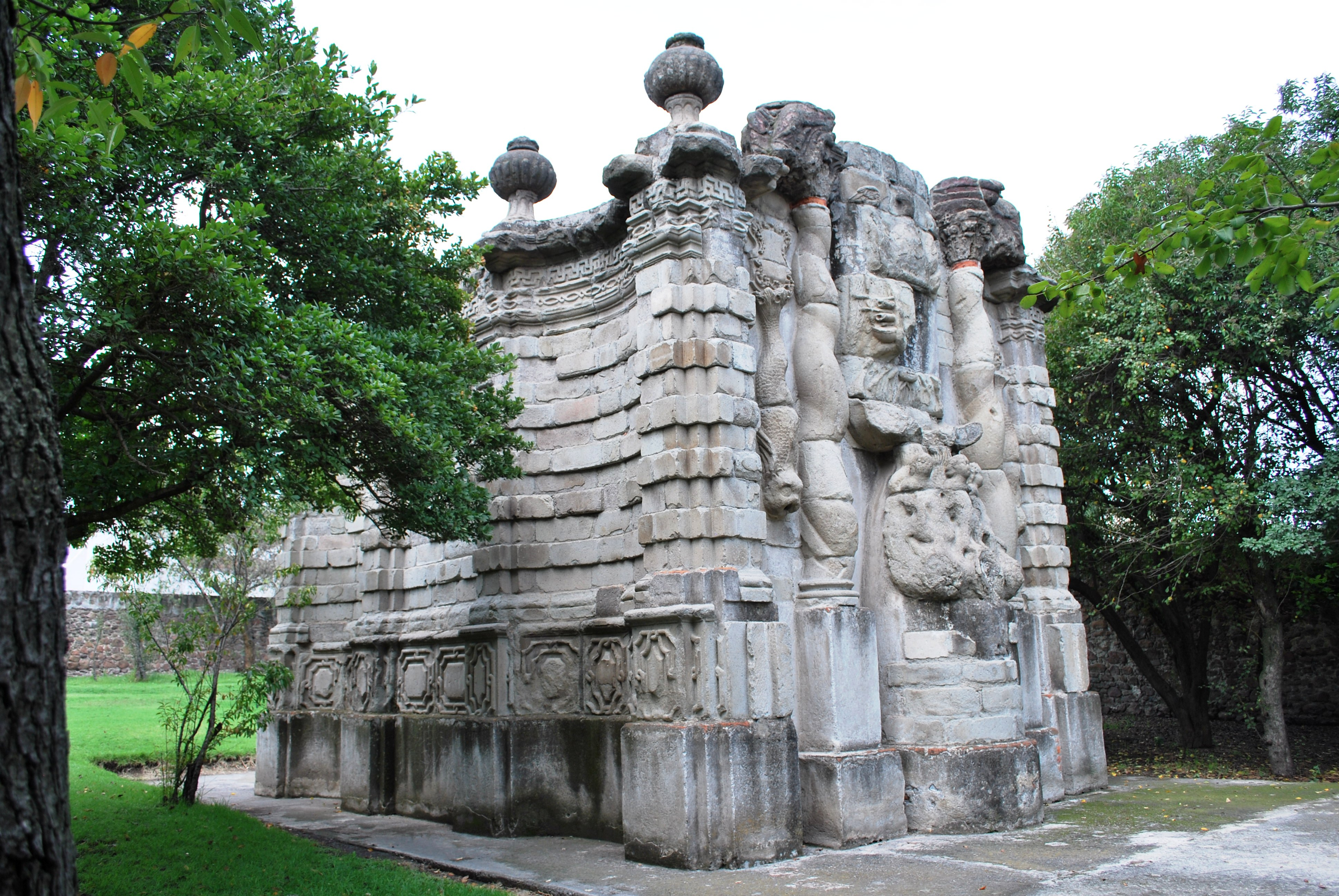
Fuente original en Tepotzotlán, muy deteriorada

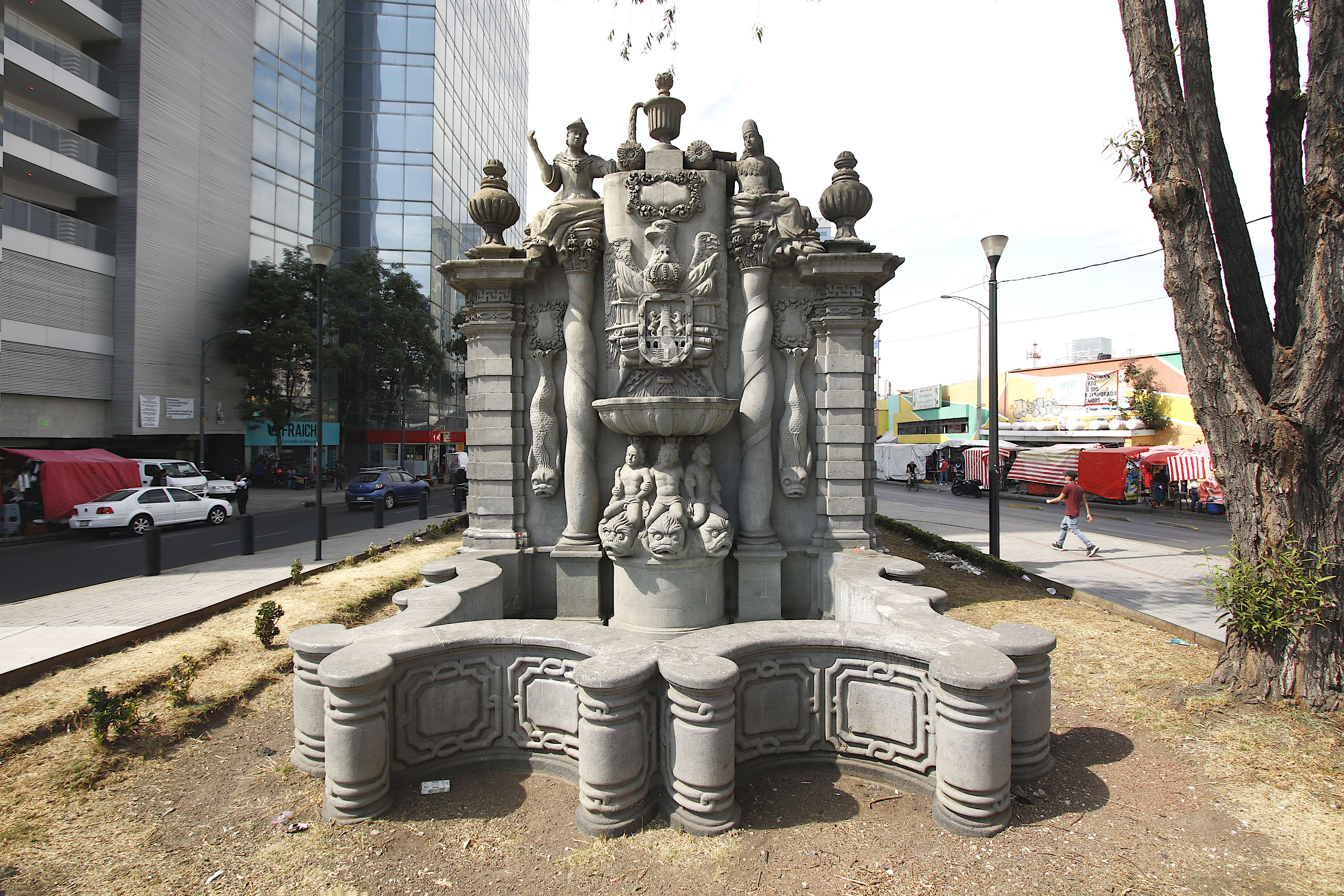
Fuente nueva en el sitio de la original

## Descripción
De estilo barroco, el conjunto escultórico de la fuente, un edificio rectangular, integra símbolos que aluden tanto a lo hispano como a lo indígena. En el centro del conjunto está tallado el escudo de armas de la Ciudad de México rematado por la corona española, detrás un águila con las alas abiertas que sostiene estandartes españoles y armas indígenas. El caño del acueducto hacía caer el agua hacia un tazón de piedra con reminiscencias marinas, de talla ondulada. Dicho tazón de piedra es sostenido por tres niños que están encima de tres delfines. A los costados tiene dos columnas salomónicas y dos pilastras en forma de delfín, encima de los cuales hay dos cartelas con orlas florales. En los remates de las columnas hay dos mujeres, una española y una indígena, ambas recogen agua que emana del remate principal, una copa. A los costados izquierdo y derecho finalizan conjuntos de columnas apilastradas con almohadillado, las cuales cuentan también con un copón cada una como remates. El agua caía a una poza principal, base de la fachada, de talla irregular. En la fuente original el agua salía del caño principal y de las bocas de los cinco delfines. En la réplica de 1945 se ha perdido uno de los chorros de agua, el de la mujer indígena. La fuente conserva dos lápidas epigráficas en que se leen: 

Inscripción al norte: "Reynando la/ Catholica MageStad/ del Señor Dn. Carlos Tercero/ (que Dios guarde,) Siendo Vir-/rey Governador y Capitán Ge/ neral de eSta N.E. y Presidete/ de Su Rl. Audiencia, el Exmo. Sr./Baylio Frey Dn. Antonio Maria Bu-/careli y UrSua Caballero Gra- Cruz/ y Comendador de la Tocina en la Orde/ de San Juan Gentil Hombre de la Cama/ra de S.M. con entrada, Theniete Gene/ ral de los Reales Exercitos. Siendo Juez/ ConServador de los Propios, y Rentas/ de ella N.C. el Sr. D. Miguel de Acedo del/ ConSejo de S.M. y Oydor en ella: y Siendo/ Juez ComiSionado el Sr. Antonio de/ Mier y Terán, Regidor perpetuo de/ eSta N.C. Se acabaron esta Arque-/ria y Caja en 2o de Marzo, de/ mil Setecientos Setenta, y nueve".
Inscripción al sur: "Se advierteN de diStan-/ cia deSde la toma en la Alver-/cahaSta eSta caja 4663, varas/ y deSde el Puente de Chapulte-/pec 904 Arcos. Y haviendoSe/hecho varios eSperimentos/ para dar la mayor elevación/ y mas fuerte impulso a la Agua/ Se conSiguio, el de vara, y tres qu-/artas mas de la que al tiempo de es-/ ta nueva Arqueria tenia: Siendo aSsi/ que Se hallo, que los Señores Gover-/ nadores anteriores la elevaron a la targèa poco mas de vara. De don-/de se vee, que en eSta ultima cons-/trucion Se ha coSeguido llagaSe a la/ de dos varas, y tres quartas de al-/ titud mas de la, que en Su origen/ tubo, proSediendo (como và di/cho) varios, prolixos, y eSqui-/ citos eSperimentos".

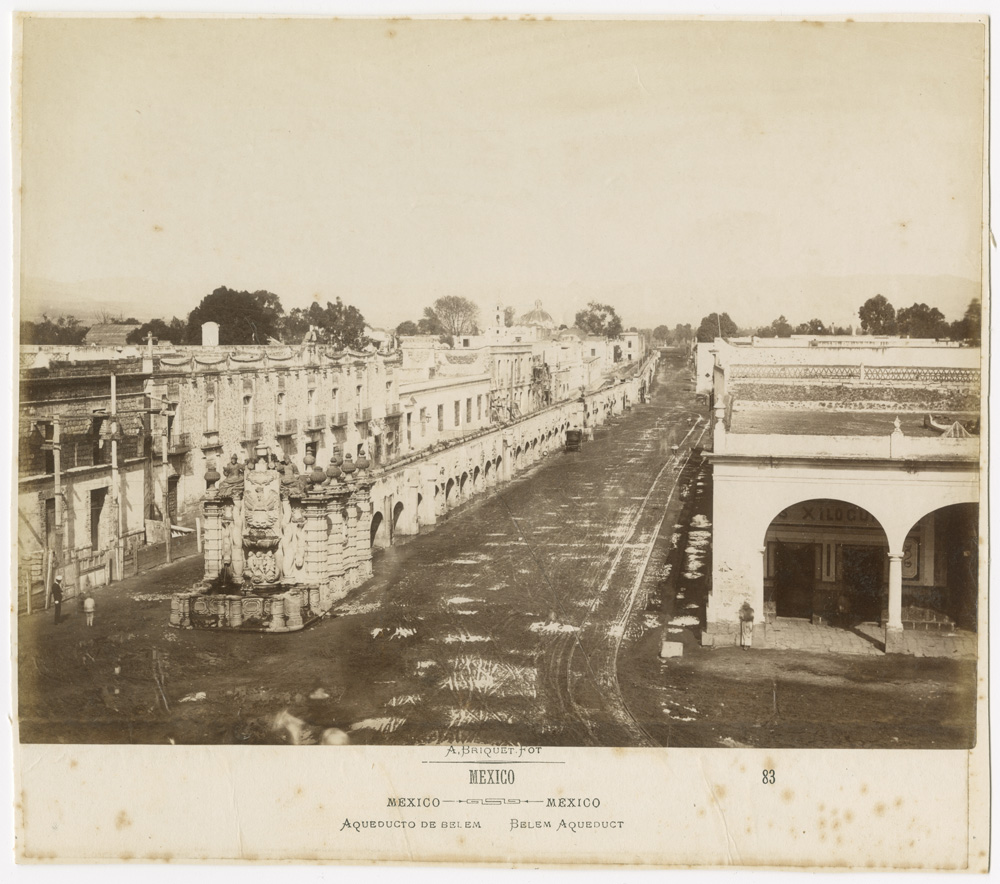
Fotografía datada en los años 1880. Nótese que la fuente sigue adherida al acueducto entero